# IJsland op het Eurovisiesongfestival 1995
IJsland nam deel aan het Eurovisiesongfestival 1995 in Dublin, Ierland. Het was de tiende deelname van het land op het Eurovisiesongfestival. De artiest werd gekozen via een interne selectie. RUV was verantwoordelijk voor de IJslandse bijdrage voor de editie van 1995.

## Selectieprocedure
Voor het eerst in de geschiedenis koos de IJslandse omroep ervoor om via een interne selectie de kandidaat en het lied voor het songfestival aan te duiden.
Men koos voor de zanger Bo Halldórsson, die eerder al zes keer tevergeefs had meegedaan aan de nationale selectie Söngvakeppni Sjónvarpsins. Hij werd geselecteerd met het lied Nuna.

## In Dublin
Op het Eurovisiesongfestival moest IJsland aantreden als zevende, na Rusland en voor Oostenrijk. Aan het einde van de puntentelling bleek dat Halldórsson op een 15de plaats was geëindigd met 31 punten.
Nederland nam niet deel in 1995 en België had geen punten over voor deze inzending.

### Gekregen punten

#### Finale
| 12 punten | 10 punten    | 8 punten     | 7 punten                | 6 punten           |
| --------- | ------------ | ------------ | ----------------------- | ------------------ |
|           |              | - Denemarken |                         | - Ierland - Zweden |
| 5 punten  | 4 punten     | 3 punten     | 2 punten                | 1 punt             |
|           | - Oostenrijk | - Rusland    | - Frankrijk - Noorwegen |                    |

### Punten gegeven door IJsland

#### Finale
Punten gegeven in de finale:
| 12 punten | Noorwegen  |
| 10 punten | Kroatië    |
| 8 punten  | Frankrijk  |
| 7 punten  | Denemarken |
| 6 punten  | Polen      |
| 5 punten  | Spanje     |
| 4 punten  | Zweden     |
| 3 punten  | Ierland    |
| 2 punten  | Cyprus     |
| 1 punt    | Slovenië   |